# Европско првенство у атлетици на отвореном 1954 — бацање кугле за жене
Такмичење у бацању кугле у женској конкуренцији на Европском првенству у атлетици 1954. одржано је 26. августа на Стадиону Најфелд у Берну (Швајцарска).
Титулу освојену у Бриселу 1950., није бранила  Ана Андрејева из Совјетског Савеза.

## Земље учеснице
Учествовало је 16 такмичарки из 9 земаља.
1. Аустрија (3)
2. Белгија (2)
3. Западна Немачка (2)
4. Југославија (1)
5. Мађарска (1)
6. Румунија (1)
7. Совјетски Савез (3)
8. Чехословачка (2)
9. Швајцарска (1)

## Рекорди
| Рекорди пре почетка Европског првенства 1954. | Рекорди пре почетка Европског првенства 1954. | Рекорди пре почетка Европског првенства 1954. | Рекорди пре почетка Европског првенства 1954. | Рекорди пре почетка Европског првенства 1954. |
| --------------------------------------------- | --------------------------------------------- | --------------------------------------------- | --------------------------------------------- | --------------------------------------------- |
| Светски рекорд                                | Галина Зибина Совјетски Савез                 | 16,20                                         | Малме, Шведска                                | 9. октобар 1953.                              |
| Европски рекорд                               | Галина Зибина Совјетски Савез                 | 16,20                                         | Малме, Шведска                                | 9. октобар 1953.                              |
| Рекорди европских првенстава                  | Ана Андрејева, Совјетски Савез                | 14,32                                         | Брисел, Швајцарска                            | 22. август 1950.                              |
| Рекорди после Европског првенства 1954.       |                                               |                                               |                                               |                                               |
| Рекорди европских првенстава                  | Галина Зибина Совјетски Савез                 | 15,65                                         | Берн, Швајцарска                              | 26. август 1954.                              |

## Освајачице  медаља
|                               |                                  |                                 |
| Галина Зибина Совјетски Савез | Марија Кузњецова Совјетски Савез | Тамара Тишкевич Совјетски Савез |

## Резултати

### Финале
Такмичење је почело у 17.35. 
| Пласман | Такмичарка                   | Држава          | Време | Белешке |
| ------- | ---------------------------- | --------------- | ----- | ------- |
|         | Галина Зибина                | Совјетски Савез | 15,65 | РЕП     |
|         | Марија Кузњецова             | Совјетски Савез | 14,99 | ЛР      |
|         | Тамара Тишкевич              | Совјетски Савез | 14,78 | ЛРС     |
| 4.      | Адела Тислерова              | Чехословачка    | 14,02 | ЛР      |
| 5.      | Маријане Вернер              | Западна Немачка | 13,93 | ЛРС     |
| 6.      | Марија Радосављевић          | Југославија     | 13,71 | ЛР      |
| 7.      | Марлен Бидерман              | Западна Немачка | 12,96 | ЛР      |
| 8.      | Фехер Марија                 | Мађарска        | 12,83 | ЛР      |
| 9.      | Ани Пел                      | Аустрија        | 12,89 | ЛРС     |
| 10.     | Меланија Велику              | Румунија        | 12,73 | ЛР      |
| 11.     | Регина Брамер                | Аустрија        | 12,67 | ЛРС     |
| 12.     | Јарослава Комаркова-Криткова | Чехословачка    | 12,53 | ЛРС     |
| 13.     | Херлинде Пејкер              | Аустрија        | 12,30 | ЛРС     |
| 14.     | Росмари Босхард              | Швајцарска      | 11,86 | ЛР      |
| 15.     | Simone Saenen                | Белгија         | 11,64 | ЛРС     |
| 16.     | Nicole Oosterlynck           | Белгија         | 11,04 | ЛР      |

## Укупни биланс медаља у бацању кугле за жене после 5. Европског првенства 1938—1954.[3]
|    | Земља           | Злато | Сребро | Бронза | Укупно |
| -- | --------------- | ----- | ------ | ------ | ------ |
| 1. | Совјетски Савез | 3     | 2      | 1      | 6      |
| 2. | Немачка         | 1     | 1      | 0      | 2      |
| 3. | Француска       | 0     | 1      | 1      | 2      |
| 4. | Италија         | 0     | 0      | 1      | 1      |
| 4. | Пољска          | 0     | 0      | 1      | 1      |
|    | Укупно {5}      | 4     | 4      | 4      | 12     |

|    | Атлетичарка       | Земља     | Злато | Сребро | Бронза | Укупно |
| -- | ----------------- | --------- | ----- | ------ | ------ | ------ |
| 1. | Мишлен Остермејер | Француска | 0     | 1      | 1      | 2      |